# قوانين عمالة الأطفال في الولايات المتحدة

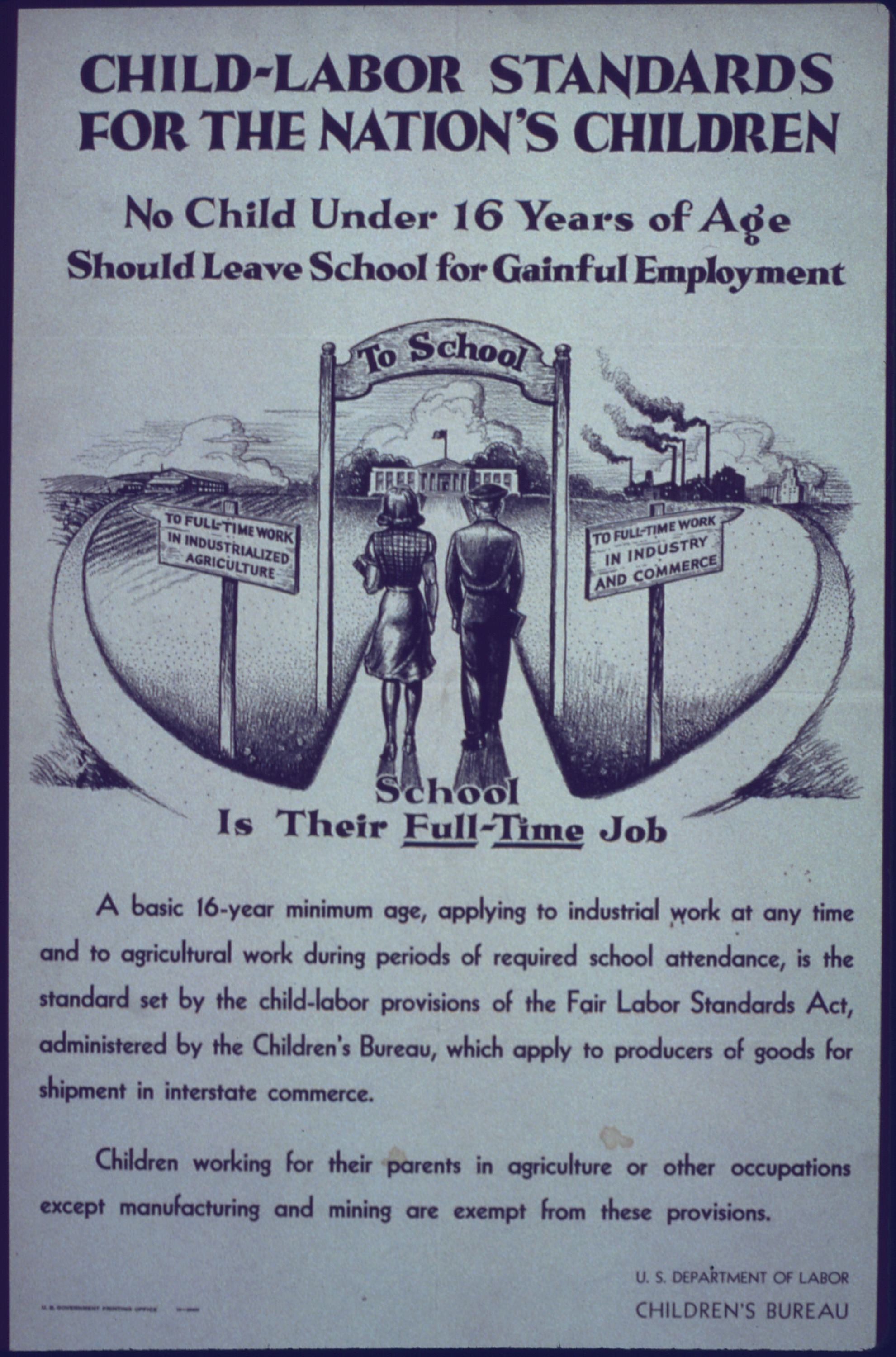
"معايير عمالة الأطفال"

تستهدف قوانين عمالة الأطفال في الولايات المتحدة الأمريكية قضايا تتعلق بتشغيل الأطفال وسلامتهم في الولايات المتحدة. القانون الفيدرالي الأشمل والذي يحد من تشغيل الأطفال العمال وإساءة معاملتهم هو قانون معايير العمل العادل لعام 1938، الذي دخل قيد التنفيذ خلال عهد إدارة فرانكلين دي. روزفلت. تهدف بنود قانون معايير العمل العادل إلى حماية الفرص التعليمية للشباب وتحظر توظيفهم في أعمال تضر بصحتهم وسلامتهم. يحد القانون عدد ساعات عمل الأطفال الذين يبلغ عمرهم أقل من 16 عامًا ويدرج ضمن قائمةٍ المهن التي تعتبر شديدة الخطورة على الأطفال العاملين.

## القانون الفيدرالي
القانون الرئيسي الذي ينظم عمالة الأطفال في الولايات المتحدة هو قانون معايير العمل العادل. في ما يتعلق بالأعمال غير الزراعية، يُمنع توظيف الأطفال الذين يبلغ عمرهم أقل من 14 عامًا، ويمكن توظيف الأطفال الذين يبلغ عمرهم بين 14 عامًا و16 عامًا في المهن المسموحة لساعات محددة، ويمكن توظيف الأطفال البالغ عمرهم بين 16 و17 عامًا لساعات غير محددة في مهن غير خطرة. ثمة عدد من الاستثناءات لهذه القوانين، مثل التوظيف من قبل الوالدين وتوصيل الصحف والأطفال العاملين في التمثيل. إجمالًا تكون التشريعات في التوظيف الزراعي أقل صرامة.

## قوانين الولايات
تمتلك الولايات قوانين مختلفة تغطي عمالة الأطفال. وتمتلك كل ولاية متطلبات دنيا مثل أصغر سن يتيح للطفل أن يبدأ بالعمل، وعدد الساعات التي يسمح للطفل أن يعمل خلالها يوميًا، وعدد الساعات التي يسمح للطفل أن يعمل خلالها أسبوعيًا. تقدم وزارة العمل قائمة للمتطلبات الدنيا للعمل الزراعي في كل ولاية. وأينما اختلفت قوانين الولايات عن القانون الفيدرالي حول عمالة الأطفال، ينطبق القانون ذو المعيار الأشد صرامة.
تفرض الولايات الفردانية تقييدات واسعة النطاق على عمل القاصرين تتطلب عادة رخص عمل للقاصرين الذين ما يزالوا مسجلين في المدارس الثانوية، وتحد من الأوقات والساعات التي يمكن للقاصرين أن يعملوا خلالها حسب العمر وتفرض تشريعات أمان إضافية.

## تاريخ عمالة الأطفال مقابل الأجور
بدأت عمالة الأطفال كسوق إنتاجي للأطفال خلال الفترات الكولونيالية في أمريكا. في عمر ال13، كان الأطفال الأيتام يُرسلون إلى عمل محلي أو تجاري نظرًا إلى وجود قوانين تهدف إلى منع الأطفال العاطلين عن العمل من أن يصبحوا عبء على المجتمع. خلقت التوترات الاقتصادية المتزايدة بين الولايات المتحدة وبريطانيا رغبة بوجود قطاع تصنيع مستقل. ووُظفت النساء والأطفال في المصانع في حين أنه كان بإمكان الزوج أن يتجه إلى العمل في الحقل في المنزل. حققت تلك الممارسة الديمقراطية الجيفرسونية للأب المزارع المالك أرضًا. وكما أشارت إحدى المجلات الإخبارية الأسبوعية الوطنية أن العمل في المصنع لم يكن لأصحاب البنية الجسدية القوية بل «يمكن أن ينجز بشكل أفضل من قبل فتيات بين عمر ال6 سنوات حتى عمر ال12».
مع دخول الولايات المتحدة مرحلة التصنيع، عيّن ملاك المصانع عمالًا صغارًا في السن لتأدية مهمات مختلفة. وعادة ما وُظف أطفال رفقة أهلهم بشكل خاص في تصنيع النسيج ويمكن أن يوظَفوا مقابل ما لا يزيد عن 2 دولار في الأسبوع الواحد. امتلك الأطفال رغبة خاصة بالعمل في المصانع والمناجم نظرًا إلى قاماتهم الصغيرة التي كانت تتيح إصلاح الآلات والتنقل ضمن المناطق الصغيرة التي لم يكن بوسع البالغين كاملي النمو أن يتنقلوا ضمنها. كانت العديد من الأسر في بلدات الطواحين تعتمد على عمالة الأطفال لجني ما يكفي من الأموال لتأمين الضروريات. وفي بلدات المناجم، عادة ما ساعد العديد من الأهل أولادهم على خرق قوانين الأطفال التي كانت سارية نظرًا إلى أن عمال المناجم كانوا يتقاضون أجورهم بحسب حمولة سيارة الفحم وأن أي مساعدة إضافية لتحميل الفحم كانت تعني زيادة في الأجر. وفقًا لتعداد الولايات المتحدة لعام 1900، وُظف نحو 1,750,178 طفلًا تبلغ أعمارهم بين ال10 سنوات و15 سنة، وكانوا يشكلون أكثر من 18% من القوة العاملة الصناعية. في كل العقود التي أعقبت العام 1870، ازداد عدد الأطفال في قوة العمل ولم تنخفض هذه النسبة إلا بعد الحرب العالمية الأولى. منذ العام 1910 حتى العام 1920، وُظف أكثر من 60% من العمال الأطفال في الولايات المتحدة في الزراعة. وكانت قيمة كل صبي يولد لعائلة مزارعة تساوي ألف دولار. وكان بعض الأطفال ممن لا يزيد عمرهم عن ثلاث سنوات يتراشقون بالتوت في بعض الأحيان. فضل بعض الأطفال العمل على المدرسة نظرًا إلى أن الحصول على أجر كان يمنحهم احترامًا داخل بيوتهم، وكانوا يعاقبون من قبل المدرسة على شكل عقاب بدني، ولم يكونوا يحبون القراءة أو الكتابة بدلًا من العمل.

## شهادات التوظيف
كان النظام القانوني الفيدرالي يمتلك صلاحيات محدودة لإقرار قوانين عمالة الأطفال نظرًا إلى الدستور الذي منح الوالدين الحق في تربية أولادهم كما يحلو لهم. تُركت تلك المسألة للولايات التي سنت قوانين عمالة الأطفال الخاصة بها والتي اشتملت على متطلبات العمر والتعليم. في ما يتعلق بالعمل النظامي بدوام كامل، مُنحت «شهادات العمر والتعليم» و«رخص العمل» و«شهادات التوظيف» في الولايات للأطفال، الذين عادة ما يكونوا قد بلغوا سن ال14 أو ال15، قبل أن يتجهوا إلى العمل في مهن معينة، التي كانت عمومًا في التصنيع أو التجارة. لم تكن الشهادات مطلوبة في الزراعة أو في البيع في الشوارع أو في العمل في البيوت الخاصة.

## إصلاح قانون عمالة الأطفال
كانت بداية القرن العشرين الفترة التي باتت فيها جهود الإصلاح واسعة الانتشار. وشكُلت لجنة عمالة الأطفال الوطنية، التي كانت منظمة مكرسة لإلغاء كافة أشكال عمالة الأطفال، في عام 1904. وبنشرها معلومات عن حيوات العمال الصغار وظروف حياتهم، ساعدت المنظمة على حشد دعم شعبي لقوانين عمالة الأطفال على مستوى الولاية.